# Lopok (plaats)
Lopok is een bestuurslaag in het regentschap Sumbawa van de provincie West-Nusa Tenggara, Indonesië. Lopok telt 3767 inwoners (volkstelling 2010).